# 松尾由美子
松尾 由美子（まつお ゆみこ、1979年8月9日 - ）は、テレビ朝日アナウンサー。

## 来歴
宮崎県宮崎市出身。父親の仕事の都合で、幼少時代に一年間ほど家族でニューヨークとオックスフォードで暮らしたこともある。
宮崎市立生目台中学校、宮崎県立宮崎西高等学校、慶應義塾大学総合政策学部卒業。
テレビ朝日が創設したアナウンサー等養成機関テレビ朝日アスクの2期生で、アナウンサー採用試験はテレビ朝日のみ受験し、内定を得る。
2002年4月同社入社。テレビ初登場は入社2日目の『スーパーモーニング』。

### アナウンサーとしての活動
2002年7月からの1年間、研修終了後の初レギュラー番組として、日曜早朝の自局広報・自己批評番組『はい!テレビ朝日です』の進行役を担当する。その他入社1年目には『朝いち!!やじうま』のやじうま探検隊を経て、2003年1月から早朝のニュース情報ワイド番組『やじうまプラス』（土曜版）の総合司会、さらに2年目の2003年6月からは、前年度から特集コーナー「激戦区」のリポーターとして出演していた夕方のニュース情報ワイド番組『スーパーJチャンネル』のフィールド兼サブキャスターとしてレギュラーとなる。
2006年4月から2009年9月までは、『やじうまプラス』の前半の金曜総合司会も担当。2009年10月からは、『やじうまプラス』（土曜版）の後継番組である『地球まるごとTV』のメインキャスターを引き続き担当。2010年3月末をもって、延べ7年3か月担当してきた土曜朝、6年9か月担当してきた夕方の両番組を卒業。2010年4月から半年間、『やじうまプラス』前半の総合司会を担当。
2010年10月からは『スーパーJチャンネル』に出戻り、コーナーMCを担当。ニュースリーダーという以外にも、フィールドキャスターとしてその時々の話題やニュースを取材するだけでなく、社会部や経済部、政治部の記者が担当するような事象を自ら取材する活動を行ってきた。
2011年4月より再び早朝に戻り、『やじうまテレビ!』1部2部を通して総合司会を担当し、2013年9月30日から2020年3月27日まで、『グッド!モーニング』1部2部の総合司会を担当した。また、入社以来一貫して報道情報局の制作番組のみをレギュラー担当している。
2021年4月3日、『ANNニュース』で仕事に復帰。その後2021年10月よりスーパーJチャンネルに復帰し、月-木曜メインキャスターを担当している。

### 災害報道への拘り
2004年10月23日に起きた新潟県中越地震では、在京キー局のアナウンサーでありながら直ちに特派員として震災直後の被災地へ現地取材に赴き、数日間に渡り被災状況を生リポートした。
2005年9月には台風14号が直撃した直後の地元宮崎県の広域を、自前のビデオカメラと実家の自家用車を使用し、宮崎放送（JNN）の社員だった姉とともに被災状況を自主的に単独取材、『スーパーJチャンネル』内の特集枠で採用され放送された結果、第4回ANNアナウンサー賞「原稿のないもの部門」で優秀賞を受賞した（後述）。
2006年9月には、前々年の続編として新潟県中越地震から復興した新潟県古志郡山古志村（現・新潟県長岡市）をテーマにした特集を企画・取材し、山古志村の復興状況と村名物であり、日本の重要無形民俗文化財に指定されている「牛の角突き」闘牛大会の2年ぶりの復活などをリポートし、特集枠で放送された。放送後、視聴者の反響を呼び同番組では度々山古志特集を組むようになり、2007年にもラッシャー板前が担当している特集コーナーで「牛の角突き」完全復活が放送された。
2008年6月14日に起きた岩手・宮城内陸地震では、発生当日の午後と翌日が定休でありながら、再び発生直後に現地に特派され、復旧作業に当たっていた陸上自衛隊の自衛隊機に乗るなど行動を共にしながら、5日間に渡って被災地で取材活動を行った。
2008年7月24日未明に発生した岩手県沿岸北部地震の際には、緊急報道特別番組のMCを担当し、地震関連のニュースを伝えた。
2011年3月11日に発生した東北地方太平洋沖地震（東日本大震災）では、日曜早朝に緊急報道番組のキャスターを務めた直後に被災地入りし、数日にわたり宮城県気仙沼市や同県の栗駒温泉周辺で、災害取材活動を行った。

### 報道リポーターとして
2007年8月には、第1次安倍改造内閣の組閣人事報道に於いて、早朝から政治家らの動きを取材し、入閣が確実視されていた自民党参院国対委員長の矢野哲朗には、マスコミ各社政治記者が集まる中代表でインタビューを行い、前祝いのような雰囲気で始まったインタビューから、入閣漏れ確実となった後の一連の矢野とのやり取りが各局のニュース番組やワイドショーなどで放送された。
2008年1月には、経済部記者と共に日本経済団体連合会・経済同友会・日本商工会議所合同の新年祝賀会にテレビ朝日の代表として参加し、アサヒビール代表取締役会長兼CEOの池田弘一、セブン&アイ・ホールディングス代表取締役会長兼CEOの鈴木敏文らにインタビューを行った。2009年1月にも同会に参加し、NEC代表取締役執行役員社長の矢野薫、ローソン代表取締役社長兼CEOの新浪剛史らにインタビューを行った。2010年にも同会にて、東芝取締役代表執行役社長の佐々木則夫、セブン&アイ・ホールディングス代表取締役会長兼CEOの鈴木敏文、ジャパネットたかた代表取締役社長の髙田明、日産自動車代表取締役兼COOの志賀俊之らに、景気動向に関するインタビューを行った。

### 就職活動関連
学生時代に「ミスキャンパス」やタレント活動などをしておらず、一社専願での就職試験を経て内定を獲得した実績から、産経新聞社やオリコン・エンタテインメント をはじめとする各媒体や、NPO からも正統派のアナウンサー試験合格者として数々のインタビューを受けている。
自社であるテレビ朝日ではホームページの2008年度採用情報のサイト で、アナウンス部を代表しての社員インタビューが掲載された。2006年より朝日新聞社が主催する学生向けの就職セミナー に講師として招かれており、アナウンサー試験での体験談や就職試験へ向けてのアドバイスなどを披露している。

### テレビ朝日アナウンス部員として
テレビ朝日アナウンス部内での役割は、『テレビ朝日アナウンス部ホームページ「アナウンサーズ」』内の動画配信コンテンツ 『激撮!となりのアナウンサー』での製作担当（毎回動画に登場するわけではない）と、アナウンサーとしてプロの朗読術を有料コンテンツとして配信している。また、かつて自らも卒業したテレビ朝日アスクに、不定期ながらアナウンサー志望コースでの講師として出向している。

## 人物

### 家族・結婚
父親はドイツ哲学者であり宮崎大学で教鞭をとっていた。
3姉妹の末っ子。次姉は松尾恵子（宮崎放送やテレビ西日本で活躍したキャスター）である。長姉は「地元の市役所で働いている」という。
2018年9月に川瀬賢太郎（神奈川フィルハーモニー管弦楽団常任指揮者）と結婚。出張の時に猫を預かったのがきっかけ。現在フィガロという名前の猫を飼っている。
2020年1月27日、第1子妊娠を報告。6月21日、第1子男児を出産。

### なりたかった職業
- 子供の頃になりたかった職業は、アナウンサーの他に「国際関係の仕事」「ケーキ屋さん」。

### 学生時代
- 国際関係を知りたいとの志から、中学時代には宮崎県の中学生英語スピーチコンテストに挑戦し優勝。高校時代には自国の文化に親しもうと茶道部に入部した。
- 高校時代に老人ホームでボランティア活動をした事で、自分の知らなかった世界に踏み込んだという衝撃を受け、本格的にマスコミ人を目指す一つのきっかけとなった。
- 本格的にアナウンサーを目指すきっかけとなったのが、大学の政策過程論の授業（担当教員は草野厚）のディベートで立論を人前で読み上げたことだった。
- 大学在学中にボランティアとして、高円宮杯全日本中学校英語弁論大会の運営に携わっていた。また大学のバスケットボールサークルkagersにも所属し、テレビ朝日アスクにも通っていた為に、これらの予定が重なった時には、大学の校舎がある神奈川県藤沢市と都内とを何往復もする生活を続けた。現在でも日本の英語教育について関心を持っており、上述の英語弁論大会の主催をしている日本学生協会基金の個人協賛者として名前を連ねている。

### 趣味・特技
- 学生時代からリュックを片手にふと外国へ無鉄砲な一人旅に出かけるという趣味を持っている。とりわけ中華人民共和国には関心があり、現在も1〜2年に1度のペースで訪れている。最近では、インド共和国やタイ王国など、他のアジア諸国を一人旅、姉との二人旅で訪れたりしている。
- 中国語については学生時代に興味を持ち始め、中国への単独渡航を始めるようになり、現地の中国人とも人脈を築いてきた。「アナウンサーとしてのモットー」として好きな言葉に常に挙げるのが『明鏡止水』という中国の故事成語である。本人は「英語よりも中国語の方が好き」であると雑誌のインタビューで述べている。

### 資格
- 2021年の育休中に防災士を取得した[1][19]。

### アナウンサー
- 採用試験のエントリーシートで小論文として出題されたテーマ『私が目指すアナウンサー像』について「足を使って現場に行ってリポートできるアナウンサー」という理想像を記した。取材現場でのリポートでは、用意された原稿を読み上げるという本来の「アナウンサー」としての役割ではなく、自ら現場で見たものや聞いたものを原稿にまとめていくという「記者」としての役割をこなしている。
- 憧れのアナウンサーは、元フジテレビアナウンサーの小島奈津子[20]。
- タレントの中山秀征や同僚アナからは、その風貌や仕草から「昭和の香りがするアナウンサー」といわれている。
- 入社1年目に、現在ではテレビ朝日の正月恒例特別番組となった『徳光&史朗の暴走おやじアナ』のツアー進行役を務めた。番組中、大御所アナを相手に「四の五のおっしゃらずに次に参りましょう」と、歯に衣着せぬ発言し、翌年以降、この番組の進行役を務める同局新人アナは「n代目・四の五の娘」と呼ばれるようになった。
- 『日本語アクセント辞典』（NHK放送文化研究所）、『国語辞典』（三省堂）、『放送で気になる言葉』（日本新聞協会）の3点セットは、生放送中にまで傍に置いておく必需品となっている。特にアクセント辞典は、自身に染み込んだ宮崎弁のアクセントと標準語の違いに悩まされているため重視している[21]。
- ブラッド・ピットやブルース・ウィリスらと対談した時は、なるべく専門の通訳を介さないように、自ら英和・和英辞典を持参して挑み、対談をおこなった。
- 『スーパーJチャンネル』を担当していた時には週の前半は、出社するとすぐに主要日刊紙に一通り目を通し、気になった記事をコピーしてノートにしたうえでその日取り上げるロケ内容を提案し、その取材先に取材交渉してアポイントメントを取り、主にカメラマンと音声担当の3人班で実際に取材に向かっていた。勤務時間に於ける業務内容ではアナウンサー業よりもディレクター・記者業をメインにこなしている。
- 2005年9月の地元の台風災害取材では、9月11日に行われた第44回衆議院議員総選挙の直前だった事から局を挙げて準備に取り掛かっていたため、休暇を取って宮崎へ行く事は非常に困難な状況にあったが、宮崎県にテレビ朝日系列局が無い（宮崎県でのテレビ朝日系列局はテレビ宮崎があるが、テレビ朝日系列のニュース番組は昼の『ANNニュース』しか放送されていない）事を理由に自ら取材することを希望し、『やじうまプラス』土曜日スタッフも後押しした事で局から休暇の許可を得た。10日土曜日の「やじうまプラス」終了直後に宮崎に出発、翌日投票日の昼には東京にとんぼ返り、夜の『選挙ステーション』に政党本部での現場取材を担当した[22][23]。
- ANNアナウンサー賞の各部門の中で、秀逸な自主企画・取材を発表したアナウンサーに贈られる「原稿のないもの部門・優秀賞」は、専門職の記者を多数擁しているキー局ではアナウンサーが自ら取材する機会が極めて少ない事情に加え、概ね記者職を兼任している各地の地方局アナウンサーと競合したため、本来ならば厳しい条件下にもかかわらず、キー局テレビ朝日のアナウンサーとして初受賞した。
- 自然災害取材のほかにも、小児癌患者への取材を、アナウンサーとしてのライフワークの一つとして継続して行っている。この取材を通して、プライベートでリボンキャンペーンの一つである『ゴールドリボンウォーキング』にも参加している。
- 勤務時間外でも事件に遭遇した時にすぐ取材ができるように、専用の携帯デジタルカメラを常に持ち歩いている[22][24]。
- アナウンサーという立場については、「様々な人の思いを含んだその場の空気を、どんな言葉に変換して伝えよう」、「取材相手に共感したり反発したり、時には情に棹差して流されてしまったり、葛藤しながらも、ニュースを通して視聴者の方と今の時代を踏みしめていく」ということを日々考え自覚しながら活動していると述べている[24]。
- 非常に涙もろく、しばしば泣き出してしまうことがしばしばある[25]。以下はその一部。
  - 大学3年生時のテレビ朝日の入社試験では最終試験のカメラテスト(三宅島災害のVTR)で、極度の緊張と映像に映された惨状にショックを受け、レポートできずに思わず泣き出した[26]。
  - 4年目のANNアナウンサー賞受賞時は、授賞式の最中に思わず涙ぐんだ[27]。
  - 5年目の「牛の角突き」の取材では、取材で世話になった村民の住居が土砂崩れで被災している光景、震災で死んだ牛などの家畜の墓、生き残った牛が闘牛大会で健闘する姿に感動するばかりだった[28]。
- 2007年7月16日に、自身が出演する地元宮崎県PRの祝日特別番組が放送される予定であったが、放送開始17分前に新潟県中越地方で上述の地震以来の大地震(新潟県中越沖地震)が起こり、緊急特番編成になった為一週間後の平日まで延期された。
- 2008年7月24日未明に発生した岩手県北部沿岸地震の際には、テレビ朝日の緊急報道特別番組の進行を務めた。
- 前述の「北京オリンピックに関わりたい」という願いは、スポーツ番組ではないものの「スーパーJチャンネル」で2008年8月4日から8月7日の4日にわたって放送された“松尾由美子看到的北京（中国語で『松尾由美子が見た北京』の意）”によって叶った。北京オリンピックに関して「五輪直前の北京を何でも見てやろう」精神で、様々なスポットなどを訪れ、リポートをするというもので、松尾自ら中国人へ中国語で対話をして取材した。なお、8月12日には10分程度の総集編（一部地域）、8月5日から8月8日には「やじうまプラス（5時台）」で、前日の放送分が多少のアレンジが加えられた上で放送された。さらに取材後記として公式ホームページに掲載されたコラムでは、中国国内の人権問題、環境問題、毒餃子事件をはじめとする日中の外交諸問題が依然として改善が停滞しているとして「ちっとも解決していません」と指摘しており、しかしながら一般市民個々人のレベルでは、「中国語を駆使してコミュニケーションを取れれば互いの不信感は薄れていくというのを実感した。」と記している。
- 2010年3月26日、入社2年目の2003年6月から担当していた『スーパーJチャンネル』を卒業。本来では担当となっていない金曜日の放送であったが出演し、同じく卒業となるメインキャスター小宮悦子と坪井直樹とともに最後の挨拶をした。2010年10月に再び『スーパーJチャンネル』に復帰した。その11年後、2021年10月より同番組の再び同番組のメインキャスターとして復帰した。

### その他
- テレビ朝日ホームページ内の個人プロフィールのページに掲載されるコラムでは、紀行文類の文章を比較的多く寄稿している。コラムは、間近に感じた中国政府の一党独裁政治による市井市民への影響、中国の報道管制の実態、現代中国の環境汚染、インドやタイでの興味深い社会問題について素朴に感じた事知った事を、体験記の一部として付け加えて書き綴ったものもある。
- 2006年11月、東京都地域教育力再生プラン運営協議会が都立高校生13万5千人に配布した、特定非営利活動法人KATARIBA発行の『ashita創刊号』という冊子にインタビューが掲載され、「毎日に意味がある。本気になった時間は絶対に自分を裏切らない」と語っている。
- 2013年7月2日のテレビ朝日のTwitter「やじテレ！＠yajiumatv」で「25メートルも泳げない」と告白。

## 出演番組
報道・情報番組
| 期間               | 期間               | 番組名                       | 役職                                                                                 | 備考                                                     |
| ------------------ | ------------------ | ---------------------------- | ------------------------------------------------------------------------------------ | -------------------------------------------------------- |
| 2002年10月         | 2003年6月          | 朝いち!!やじうま             | 『探検隊8号』担当                                                                    |                                                          |
| 2003年1月          | 2006年3月          | やじうまプラス               | 土曜版総合司会                                                                       |                                                          |
| 2003年7月          | 2004年3月          | スーパーJチャンネル          | フィールドキャスター兼サブキャスター                                                 | いずれも木・金曜日担当                                   |
| 2004年4月2006年4月 | 2005年3月2008年3月 | スーパーJチャンネル          | 月～水曜日サブキャスター                                                             |                                                          |
| 2005年4月          | 2006年3月          | スーパーJチャンネル          | 水～金曜日サブキャスター                                                             |                                                          |
| 2006年4月          | 2009年9月          | やじうまプラス               | 金曜日4・5時台（2009年4月から5時台のみ）での総合司会兼土曜日ニュースプレゼンター担当 | 2007年3月まで金曜日の『ANNニュース』担当キャスターを兼務 |
| 2006年4月          | 2009年9月          | News Access（BS朝日）        | 金曜日担当キャスター                                                                 |                                                          |
| 2008年4月          | 2010年3月          | スーパーJチャンネル          | 月～水曜日および隔週金曜日サブキャスター                                             |                                                          |
| 2009年10月         | 2010年3月          | 地球まるごとTV               | メインMC                                                                             |                                                          |
| 2010年4月          | 2010年9月          | やじうまプラス               | 平日5時台での総合司会                                                                |                                                          |
| 2010年10月         | 2011年3月          | スーパーJチャンネル          | 平日『NEWSナマよみ』および『現場直行』コーナーMC                                     |                                                          |
| 2011年4月          | 2013年9月          | やじうまテレビ!              | 平日総合司会                                                                         |                                                          |
| 2013年10月         | 2020年3月          | グッド!モーニング            | 総合司会                                                                             | 途中2年半は『ANNニュース』担当キャスターを兼務           |
| 2021年4月          | 2021年9月          | ANNニュース                  | 土曜日昼枠での担当キャスター                                                         |                                                          |
| 2021年10月         | 2023年12月         | スーパーJチャンネル          | 月～木曜日メインキャスター                                                           |                                                          |
| 2024年1月          | 現在               | 大下容子ワイド!スクランブル  | ニュース担当キャスター兼『ANNニュース』担当キャスター                                | いずれも木・金曜日担当                                   |
| 2025年4月          | 現在               | ワイド!スクランブル サタデー | MC                                                                                   |                                                          |

その他
- はい!テレビ朝日です（進行、2002年7月 - 2003年6月）
- これぞ!ニッポン流!（副担任、2014年4月 - 9月）
- 林修の今でしょ!講座（進行、2017年8月1日 - 2020年3月10日・2021年8月10日）
- ももクロChan〜Momoiro Clover Z Channel〜（ナレーション、2013年4月2日 - 2020年4月22日）[29]
- 題名のない音楽会（アシスタント・ナレーション、2015年10月4日 - 2020年3月）
- バラバラ大作戦「空気階段の空気観察」（ナレーター、2021年10月6日 - 2022年9月29日）

## 映画
- 映画ドラえもん のび太と奇跡の島 〜アニマル アドベンチャー〜（2012年） - なでしこちゃん役（声の出演）
- クレヨンしんちゃん 襲来!!宇宙人シリリ（2017年） - 女性アナウンサー役（声の出演）[30]

## 舞台
Voice（テレビ朝日アナウンサーによる舞台）
Voice3（2003年3月15、16日）
- 集団朗読『光る道』（作：檀一雄）
- トークコーナー『業務日誌』

Voice4（2004年6月19日、20日） ※6月20日公演のみ担当
- ソロ朗読『初恋』（作：島崎藤村）

Voice5 Returns（2006年9月23、24日）
- 演劇『愛のテレ朝内閣』介護士役

Voice6（2009年2月28日、3月1日）
- 演劇『ヴィーナス・エスケープ』妄想アナ役

## イベント
局内
- 「Japanese Beauty ホクリク in 『旅の香り時の遊び』」（JR・テレビ朝日連動企画、2004年5月8日、テレビ朝日イベントスペースUMU）

講師
- アナウンサー養成講座（不定期、テレビ朝日アスク）
- 朝日就職セミナー2008 アナウンサー部門（朝日新聞社主催、2006年6月22日、浜離宮朝日ホール）
- 朝日就職セミナー2009 アナウンサー部門（朝日新聞社主催、2007年6月22日、浜離宮朝日ホール）
- 朝日就職セミナー2009 女子大生のためのアナウンサー就活フェア（朝日新聞社主催、2007年10月14日、時事通信ホール）
- 朝日就職セミナー2010 アナウンサー部門（朝日新聞社主催、2008年6月20日、浜離宮朝日ホール）

コーディネーター
- 政策フォーラム2003（ISFJ日本政策学生会議主催、2003年12月13日・14日、慶大三田キャンパス）
- 2009日本コンクリート製品ジャンボリー（JPCF 日本コンクリート製品フォーラム実行委員会主催、2009年5月21日、東京會舘）

パネラー
- 慶應義塾大学慶應連合三田会大会2005（慶應連合三田会主催、2005年10月16日、慶大日吉記念館）

司会
- 映画『椿三十郎』公開初日舞台挨拶（東宝主催、2007年12月1日、日劇1）
- 映画『秘密結社 鷹の爪 THE MOVIE2〜私を愛した黒烏龍茶〜』公開初日舞台挨拶（東宝主催、2008年5月24日、TOHOシネマズ六本木ヒルズ）
- 慶應義塾大学湘南藤沢キャンパス創立20周年記念式典（慶應義塾大学湘南藤沢キャンパス主催、2010年4月4日、慶應義塾大学湘南藤沢キャンパスθ館）

ゲスト
- スーパーJチャンネルファンの集い（北陸朝日放送主催、2007年1月20日、金沢市文化ホール）
- スーパーJチャンネルファンタスティックトークショー（新潟テレビ21主催、2007年6月9日、新潟市民プラザ）
- スーパーJチャンネルファンの集いin NAGANO（長野朝日放送主催、2008年1月26日、メルパルク長野）
- やじうまプラス+ ファンの集いin NAGANO（[野朝日放送主催、2008年11月14日、メルパルク長野）

スペシャルゲスト
- 映画『伝染歌』東劇先行公開舞台挨拶（松竹主催、2007年8月24日、東劇）

## 出版物
映画『武士の一分』DVD（配給・松竹、原作・藤沢周平、監督・山田洋次） 
- 特典『メイキングドキュメンタリー』（本編とは別）ナレーション

映画『母べえ』DVD（配給・松竹、原作・野上照代、監督・山田洋次）
- 初回限定生産版特典『メイキングドキュメンタリー』（本編とは別）ナレーション

『BOMB』 2003年11月号
- AC/DC(ANNOUNCER&CASTER DREAMING CHANNEL)コーナーにカラーグラビア2Pとインタビュー記事掲載

『B.L.T.』（月刊ビー・エル・ティー）関東版 2008年7月号
- 雑誌内の1コンテンツ[ana-logue]にインタビュー記事掲載

『朝日新聞』 2010年4月3日付東京版夕刊3面
- 受験・就活欄 「スタートライン」インタビュー

## 関連人物

### 同期アナウンサー
- 清水俊輔
- 吉野真治

### その他
- 松尾恵子（姉、元テレビ西日本キャスターなど）
- 小宮悦子（元『スーパーJチャンネル』メインキャスター）
- 蛯原友里（宮崎県出身の同級生）
- 宮里伸哉（宮崎西高時代の同級生、新潟テレビ21アナウンサー）
- 二宮朋子（小学校から大学までの後輩。ストライプインターナショナル社員、元テレビ宮崎アナウンサー）
- 中野美奈子(元フジテレビアナウンサー、他局だが同期、大学も同じである)